# Adelon
Adelon (arabisch: Aadloun oder Ad′loun, lateinisch: Ad Nonum) war eine Kreuzfahrerburg im heutigen Libanon.

## Lage
Die Burg lag an der Mittelmeerküste zwischen Sidon und Tyrus. In der Antike wurde dieser Ort vermutlich Ornithonpolis genannt.

## Geschichte
Die Herrschaft Adelon wurde anscheinend erst nach dem Dritten Kreuzzug oder dem Kreuzzug Heinrichs VI. errichtet, nachdem der Mittelpunkt des Königreichs Jerusalem nach Akkon verlegt worden war. Zur Zeit des Kreuzzugs Kaiser Friedrichs II. war Adelon von einigem Einfluss. Es ist unklar, ob die Herrschaft ein direkter Vasall des Königs von Jerusalem oder des Grafen von Sidon war.
Herren von Adelon waren:
- Adam von Gibelet-Besmedin
- Agnes von Gibelet-Besmedin (um 1198)
  - ⚭ Dietrich von Termonde († 1206)
- Daniel von Termonde (um 1225)
- Daniel II. von Termonde
- Peter von Avalon (um 1254)
- Jordan von Termonde